# الصليب (السدة)

تعديل مصدري - تعديل

الصليب محلة تابعة لقرية خرابة زيد، التابعة لعزلة العرافة بمديرية السدة إحدى مديريات محافظة إب في الجمهورية اليمنية.، بلغ تعداد سكانها 45 حسب تعداد اليمن لعام 2004.حارة الصليب، تعتبر منبع التوسع في البناء والكثافة السكانيه واغلب الأسر المشهورة على مر التاريخ بيت عبد المغني التي تعتبر الأسرة العريقة والتي تنتمي اساس هذه الأسرة اليها اما من يحاول تحريفها فيعتبر من الأسر النقائل